# Марчиняк, Влодзимеж
Влодзимеж Александер Марчиняк (пол. Włodzimierz Aleksander Marciniak, род. 31 марта 1954, Лодзь, Польша) — польский политолог, посол Польши в России с 13 октября 2016 по 31 июля 2020 года.

## Биография
Влодзимеж Марчиняк в 1976 году окончил Факультет журналистики и политических наук Варшавского университета. В 1989 году в Институте философии Варшавского университета защитил кандидатскую работу. В 2002 году получил научное звание доктора наук (хабилитация) в Институте политических исследований Польской академии наук. Является автором нескольких научных работ, посвящённых: государственному строю России, современным политическим доктринам России, политическим тождествам в современной России.
В 1980—2002 годах работал в Варшавской школе экономики – прошёл карьерный путь от ассистента до продекана и, с 2001 по 2002 гг., руководителя кафедры политических наук. С 2000 года руководил также кафедрой сравнительных постсоветских  исследований в Институте политических исследований ПАН. С 2001 по 2016 гг. преподавал в Центре восточных исследований Варшавского университета.
С 1992 по 1997 гг. занимал пост советника в Посольстве Польши в Москве. С 2009 по 2016 гг. состоял в Польско-российской группе по сложным вопросам.
На должность посла в Российской Федерации Влодзимеж Марчиняк был назначен 13 октября 2016 года, в Москве официально представлен 9 ноября 2016 года. Снят с должности посла 31 июля 2020.
Его брат Пётр Марчиняк был послом в Молдавии (2000—2005) и генеральным консулом в Иркутске (2008—2009) и Санкт-Петербурге (2011—2015).

## Научные работы
- Rozgrabione imperium: upadek Związku Sowieckiego i powstanie Federacji Rosyjskiej, Kraków: Arcana, 2001, 2004.
- Inne wymiary polityki, Warszawa: Instytut Studiów Politycznych Polskiej Akademii Nauk, 2013.